# Émile Topsent
Émile Topsent, Émile-Eugène-Aldric Topsent, född den 10 februari 1862 i Le Havre, död den 22 september 1951, var en frank zoolog känd för sin forskning om svampdjur.
Under sin karriär arbetade han på flera laboratorier och institut i västra Frankrike, han var kurator vid Zoologiska museet i Strasbourg mellan 1919 och 1927. 1920 valdes han in i Société zoologique de France.
Topsent beskrev Albert I av Monacos samlingar av svampdjur från Atlanten och Medelhavet i tre volymer. Han namngav många taxa som var nya för vetenskapen. Topsents arbete anses vara basen för den moderna klassifikationen av svampdjur.